# Injection EPDM

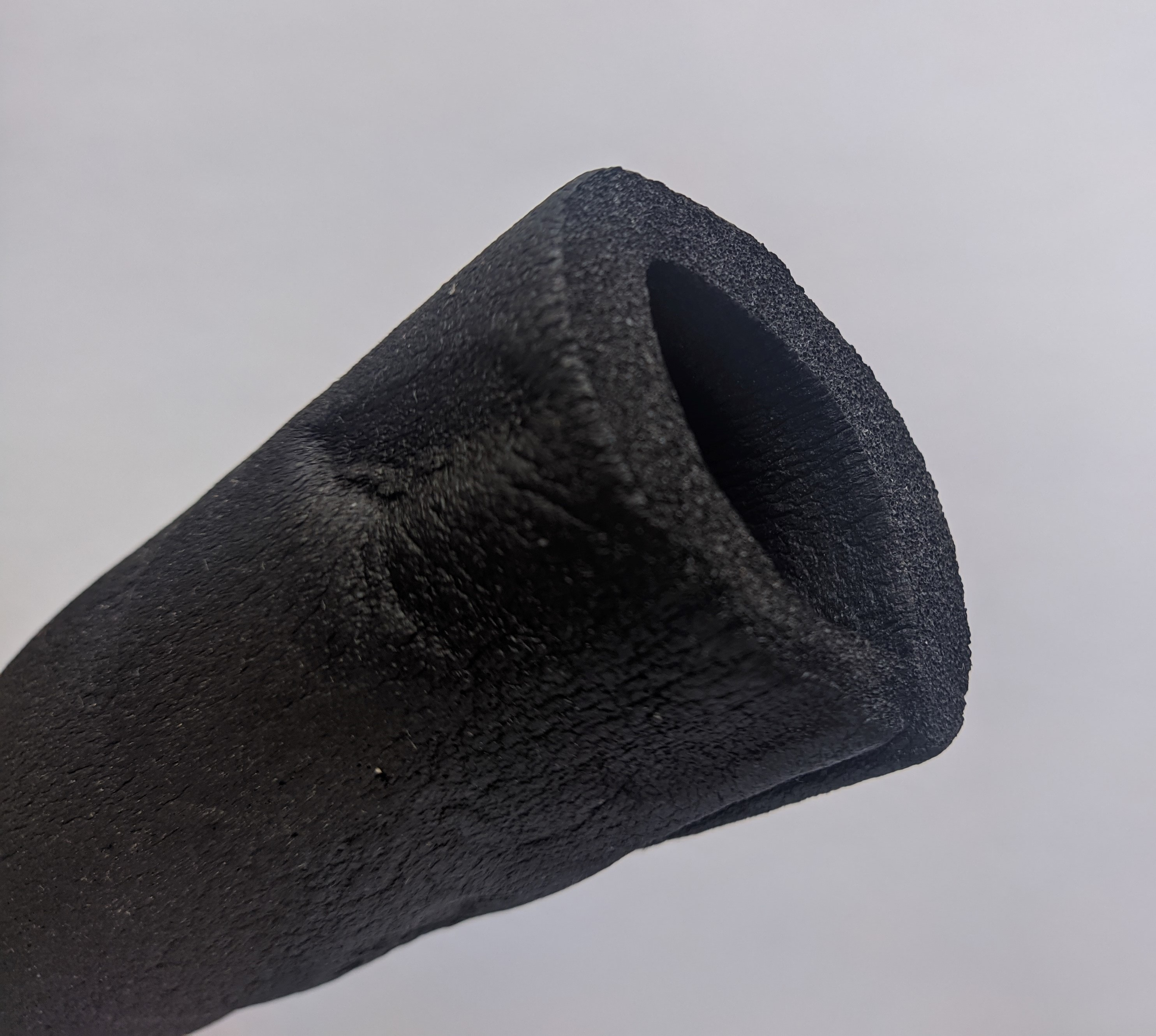
Tube d'EPDM noir

L'injection EPDM est un des principaux procédés de transformation de l'éthylène-propylène-diène monomère (EPDM).
Ce procédé est souvent utilisé pour la fabrication de pièces ayant une fonction d'étanchéité. On distingue pour ce procédé deux types d'injection ou moulage :
- l'injection dans un moule « fermé » permet de fabriquer par exemple les joints toriques et annulaires ;
- l'injection dans un moule dit « ouvert » pour les profilés et les surmoulages.